# Gylippus
Genre
Gylippus est un genre de solifuges de la famille des Gylippidae.

## Distribution
Les espèces de ce genre se rencontrent en Asie de l'Ouest, en Asie centrale et en Chine.

## Liste des espèces
Selon Solifuges of the World (version 1.0) :
- Gylippus (Anoplogylippus) Birula, 1913
  - Gylippus bergi Birula, 1907
  - Gylippus dsungaricus (Roewer, 1933)
  - Gylippus ferganensis Birula, 1893
  - Gylippus oculatus (Roewer, 1960)
  - Gylippus pectinifer Birula, 1906
- Gylippus (Gylippus) Simon, 1879
  - Gylippus afghanensis Roewer, 1960
  - Gylippus cyprioticus Lawrence, 1953
  - Gylippus quaestiunculus Karsch, 1880
  - Gylippus shulowi Turk, 1948
  - Gylippus syriacus (Simon, 1872)
  - Gylippus yerohami Levy & Shulov, 1964
- Gylippus (Hemigylippus) Birula, 1913
  - Gylippus krivokhatskyi Gromov, 1998
  - Gylippus lamelliger Birula, 1906
- Gylippus (Paragylippus) Roewer, 1933
  - Gylippus afghanus (Roewer, 1933)
  - Gylippus caucasicus Birula, 1907
  - Gylippus monoceros Werner, 1905
  - Gylippus quaestiunculoides Birula, 1907
  - Gylippus spinimanus Birula, 1905

et décrites depuis :
- Gylippus arikani Koç & Erdek, 2021
- Gylippus bayrami Erdek, 2015
- Gylippus erseni Koç & Erdek, 2019
- Gylippus hakkaricus Erdek, 2019
- Gylippus merganus Erdek, 2023

## Systématique et taxinomie
Ce genre a été décrit par Simon en 1879.

## Publications originales
- Simon, 1879 : « Essai d'une classification des Galéodes, remarques synonymiques et description d'espèces nouvelles ou mal connues. » Annales de la Société Entomologique de France, sér. 5, vol. 9, p. 93–154 (texte intégral).
- Birula, 1913 : « Monographie der Solifugen-Gattung Gylippus Simon. » Archives du Musée Zoologique de l’Université de Moscou, vol. 18, p. 317-400 (texte intégral).
- Roewer, 1933 : « Solifuga, Palpigrada. » Dr. H.G. Bronn's Klassen und Ordnungen des Thier-Reichs, wissenschaftlich dargestellt in Wort und Bild, Akademische Verlagsgesellschaft M. B. H., Leipzig. Fünfter Band: Arthropoda; IV. Abeitlung: Arachnoidea und kleinere ihnen nahegestellte Arthropodengruppen, vol. 2/3, p. 161–480 (texte intégral).